# El gran Vázquez
El gran Vázquez es una película biográfica española dirigida y escrita por Óscar Aibar y protagonizada por Santiago Segura, que narra la vida del historietista Manuel Vázquez, creador de series como La familia Cebolleta, Las hermanas Gilda o Anacleto, agente secreto. El estreno en España fue el 24 de septiembre de 2010.
El proyecto nació cuando el director, también guionista de historietas, conoció determinadas anécdotas de labios del propio dibujante, con quien trabajó en la revista Makoki. A partir de entonces comenzó un proceso de investigación de dos años entrevistando a familiares, amigos y algunas víctimas de los sablazos de Vázquez. El guion fruto de esta labor muestra el día a día de los trabajadores de la Editorial Bruguera y rinde homenaje a la comedia española de los años sesenta.
Compitió por la Concha de Oro en el Festival Internacional de Cine de San Sebastián, sin obtener el premio, y cosechó una nominación al Goya al mejor actor secundario para Álex Angulo. La película obtuvo críticas positivas y, en un mal año para la taquilla, fue una de las cintas españolas con más éxito de la temporada.

## Argumento

### Resumen de la película
En 1964, el historietista Manuel Vázquez disfruta de su peculiar modo de vida esquivando a sus numerosos acreedores. En su lugar de trabajo, la Editorial Bruguera, tampoco es ejemplar, suele entregar los encargos a destiempo. En la editorial las cosas van cambiando con la llegada de Peláez, el nuevo contable, un hombre estricto que viene dispuesto a ahorrar hasta el último céntimo a la empresa, aunque sea a costa de los trabajadores.
Vázquez comienza un romance con Rosa, quien al principio se enamora de él por su carácter aventurero, pero pronto su relación empieza a hacer aguas cuando esta empieza a cansarse de tener que esconderse de todos los que le persiguen para cobrarle las deudas. La relación empeora cuando la anciana casera de ambos (a la que Vázquez pone constantemente excusas para no pagar) enferma gravemente.
En la editorial, Peláez comienza a pedir cambios: el primero de ellos es la cesión de la autoría de los personajes por parte de los dibujantes en favor de la editorial. Vázquez recurre a todo tipo de triquiñuelas para cobrar por adelantado, como inventarse la muerte de su padre o entregar una serie de páginas, de las cuales solo está dibujada la primera entera mientras que el resto de hojas solo tiene pintada la esquina, etc. Vázquez se va saliendo con la suya en parte gracias a la protección del director Rafael González Martínez, quien es un gran admirador de su trabajo. Cuando su hijo Manolo nace, Vázquez decide tratar de enfocarse más en trabajo, eventualmente creado un personaje basado en sí mismo, el Tío Vázquez. Sin embargo, se pasa de la raya al falsificar la firma del encargado de los cheques de la editorial por lo que Peláez lo denuncia a la policía, llevando al arresto de Vázquez tras una entrevista en televisión.
En la cárcel descubre que los personajes que ha creado están siendo dibujados por otros autores. Vázquez se enfada y llama a González pidiendo que le paguen la fianza. La editorial paga pero Peláez le dice que solo podrá volver a dibujar sus personajes cuando vuelva a ganarse su confianza. Además, Rosa le deja por estar con otras mujeres.
Vázquez decide cambiar su vida y comportarse de forma responsable durante un tiempo. Pero el propósito de enmienda le dura poco cuando sus superiores deciden dejarlo como dibujante de reserva ya sus obras ya no son las más reconocidas (ahora tienen más éxito Mortadelo y Filemón, Zipi y Zape o Carpanta). En el entierro (esta vez auténtico) de su padre, Vázquez le vende a Peláez un SEAT 600. Cuando Peláez intenta abrirlo, aparece el verdadero dueño del coche y, creyéndole un ladrón, empieza a golpearle. Vázquez se aleja con el dinero que ha estafado a su superior, demostrando que volvió a ser el mismo de siempre.
Treinta años más tarde, un ya anciano Vázquez va a una firma de libros de Francisco Ibáñez, que es el historietista más reconocido en España del momento. Los niños allí presentes solo se interesan por Vázquez cuando Ibáñez cuenta que se basó en él para crear al moroso de 13, Rue del Percebe. En ese momento los niños le piden un autógrafo, pero Vázquez solo firma a su compañero Ibáñez.
Los rótulos finales dicen lo siguiente:

Vázquez siguió viviendo a su manera hasta el final de su vida. Durante 20 años no pudo dibujar los personajes que él mismo había creado y le habían hecho famoso en la Editorial Bruguera. Estuvo encarcelado dos veces más, una por bigamia y otra por problemas con Hacienda. Mantuvo relaciones estables con siete mujeres que le dieron 11 hijos. 
Murió a los 65 años víctima de una crisis diabética. Unos días antes, fingiendo un suicidio, consiguió un adelanto (otro más), de su último editor, a cuenta de sus ventas...¡¡después de muerto!!, algo que hasta el momento sólo han logrado el propio Vázquez y Fiodor Dostoievsky

### Temática de la película
Hay un gran contraste entre la vida de Ibáñez y la de Vázquez. Mientras el primero al final es un hombre de éxito con millones de fanes, pero ha dedicado toda su vida al trabajo, el último disfruta de lo que tiene, con mujeres y juegos de azar, lo que hace plantearse al espectador cuál de los dos es el que ha alcanzado el auténtico triunfo. Vázquez es un personaje inadaptado al sistema establecido, pero el final muestra que quien se amolda a las costumbres establecidas acaba bien y los que no, acaba mal. El director encuadra la película en un biopic sobre personas desconocidas que tienen un comportamiento atípico y poco recomendable, de forma similar a la narrativa picaresca en donde un inadaptado social se convierte en antihéroe pero provoca la simpatía del espectador.

## Personajes

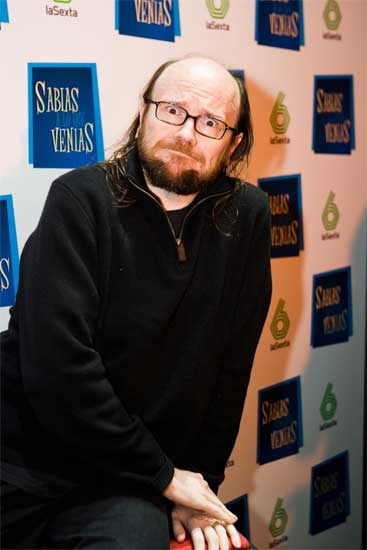
Santiago Segura, fan de Manuel Vázquez Gallego y que posee un original del autor, da vida al protagonista.

- Santiago Segura interpretando a Manuel Vázquez. Es el mejor dibujante de tebeos de toda España gracias al éxito de personajes como Las hermanas Gilda o Anacleto, agente secreto, tiene un carácter despreocupado y sortea a los que les debe dinero con bastante facilidad. Aunque los planos de las manos son realizados por Chema García, dibujante de obras como Cortocuentos, la productora lo eligió por ser un gran seguidor del dibujante y tuvo que aprender a dibujar como él.[6]
- Álex Angulo interpretando a Peláez. Es el nuevo administrador de Bruguera y quiere que Vázquez pague por las cosas que hace.

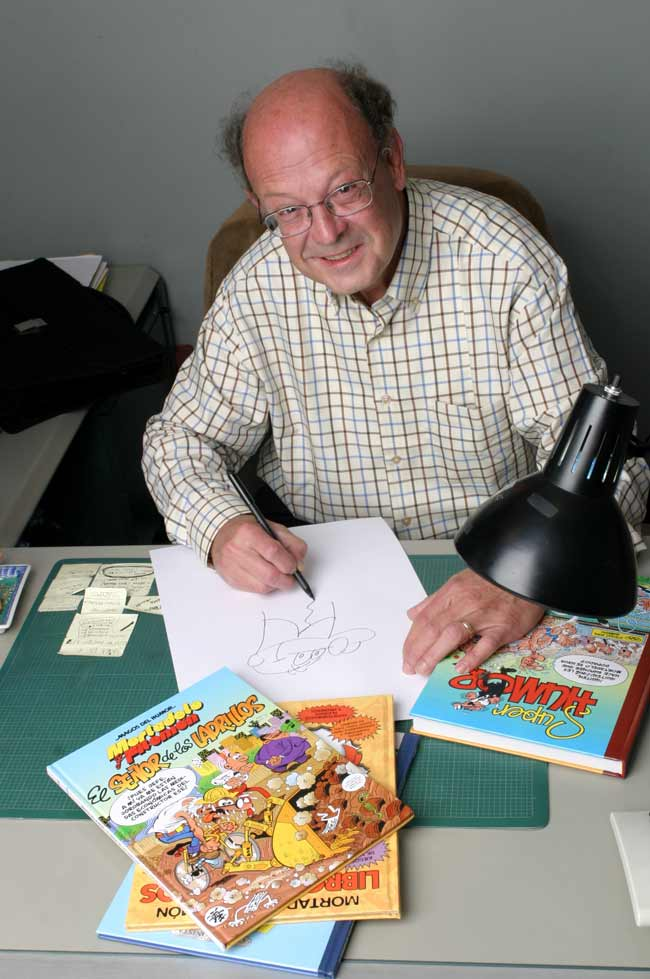
Francisco Ibáñez es interpretado por Manolo Solo, se convierte en el dibujante de mayor éxito mientras Vázquez está en prisión. El dibujante dijo que Vázquez era el mejor del momento.

- Manolo Solo interpretando a Francisco Ibáñez. Es otro de los dibujantes más conocidos de la editorial, creador de Mortadelo y Filemón, 13, Rue del Percebe o El botones Sacarino. Hubo gente que preguntó al director por qué no la hizo sobre su vida al ser más conocido que Vázquez, a lo que respondió Ibáñez: «nadie vería una película sobre un tipo sentado en una mesa de dibujo durante 60 años».[7]
- Enrique Villén interpretando a Rafael González Martínez. Es el editor de Bruguera, un hombre que tenía fama de duro, pero que, en realidad, era un hombre bueno que quería ser malo y adorador de Vázquez.[7]

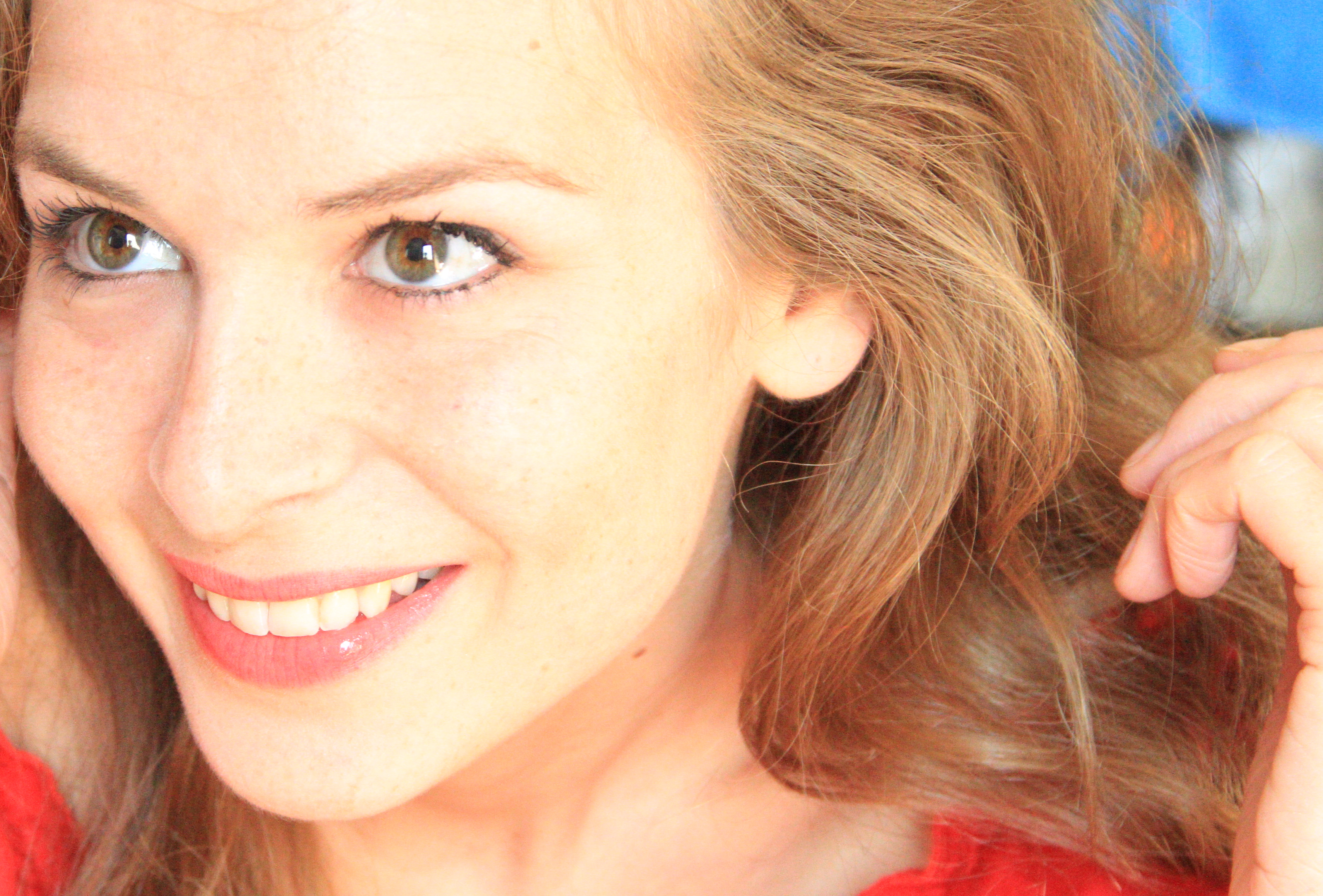
Mercè Llorens da vida a Rosa, una de las muchas mujeres que tuvo el historietista a lo largo de su vida. El personaje es ficticio pero se basa en Aurora, primera mujer del dibujante. Ella explicó que intentaron volver en los últimos años de vida del autor.

- Mercè Llorens interpretando a Rosa. Es una de las muchas mujeres que tuvo a lo largo de su vida Vázquez que queda sorprendida de los métodos de su esposo para escapar a los que debe dinero. El personaje está basado en Aurora, la primera mujer del dibujante, quien en la actualidad aún vive y con la que intentó volver varios años después de su separación, vivieron juntos tres años de hotel en hotel sin pagar nada.[7]
- Jordi Banacolocha interpretando a José Escobar Saliente. Es uno de los dibujantes que trabajan en la editorial, es el creador de Carpanta y Zipi y Zape.
- Pere Vall interpretando a Tran. Es uno de los dibujantes que trabajan en la editorial, es el creador de La familia Repanocha.

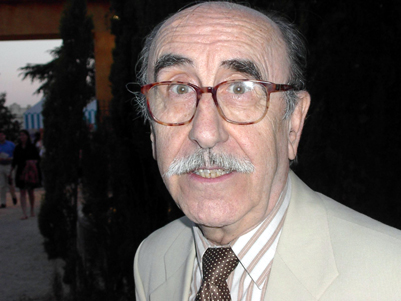
El actor Jesús Guzmán interpreta a Manuel Vázquez, padre del dibujante.

- Jesús Guzmán interpretando a Manuel Vázquez padre. Es el padre del dibujante, vive en un asilo, siempre que puede intenta ir a casa de su hijo a beber y comer.
- Héctor Vidales interpretando a Carlos «Carlitos Vázquez». Es una de los once hijos de Vázquez. Siempre le encuentra y le dice lo que pasa en la casa de su otra mujer. Quiere ser como su padre.
- Carlos Areces interpretando a un dibujante, presumiblemente Peñarroya.
- Itziar Aizpuru interpretando a Paz. Es la casera de Vázquez y Rosa.
- Lita Claver interpretando la madame del burdel que suele frecuentar Vázquez.
- Victoria Dura Selpruce interpretando a Manolito Vázquez. Es el hijo de Vázquez y Rosa, quien ha seguido trabajando en el mundo de la historieta.
- Manolito Vázquez interpretando al médico que ayuda a dar a luz al propio Manolito.[8]
- Ernesto Sevilla como un camarero.

## Guion
La película narra los momentos del historietista Manuel Vázquez Gallego mientras vivió en Barcelona, en donde se desarrolla su época de esplendor y caos mientras trabaja para la Editorial Bruguera. Su vida fue tan amplia que, de hecho, le sirvió para realizar una serie autobiográfica titulada Los cuentos del tío Vázquez, en donde mostraba sus propias técnicas como maestro del "sablazo" (pedir dinero prestado a cualquiera sin la mínima intención de devolverlo, claro) y superviviente de los cientos de cobradores que le acosaban. Óscar Aibar redactó el guion conforme a las historias que vivió con él durante los años que estuvieron trabajando juntos en Makoki junto con la recopilación de las narraciones de sus famosos timos, engaños y aventuras, y las entrevistas que realizó durante dos años a familiares, compañeros y víctimas que le sobrevivieron. El director dice sobre Vázquez:

«Es el genio indiscutible de la historieta española. Diseñó un estilo gráfico que influiría a varias generaciones de dibujantes y creó toda una galería de personajes que han pasado a formar parte de la iconografía popular: Anacleto, Los cuentos del tío Vázquez, Las hermanas Gilda, la familia Cebolleta, Angelito… Pero sorprendentemente, su vida ha superado su obra en la mítica de los cómics. Ese «tío Vázquez» siempre acosado por sus acreedores, o el moroso incorregible del ático de la 13, Rue del Percebe (que él también creó pero que desarrolló Ibáñez) estaban inspirados en sus peripecias y ayudarían a perpetuar su leyenda».

También se explica cómo era el trabajo en la Editorial Bruguera, donde las historietas tienen como temas la ridiculización de la autoridad, la familia como entidad caótica y desestructurada, y la chapuza institucionalizada, que Aibar denomina Bruguera Way of Life. También se reivindica a la comedia española de la época con directores como Marco Ferreri o José María Forqué. Tras terminar la redacción del guion, Aibar decidió enseñárselo a sus familiares para que dieran el visto bueno, además de saber si las anécdotas que le habían contado eran ciertas. El propio director explicó que todo narrado en la película es cierto, pero existen errores históricos.

### Licencias históricas
En la escena final de la película, Ibáñez y Vázquez dicen que este último es el moroso de 13, Rue del Percebe, pero ambos siempre han negado esto públicamente.
Una de las anécdotas del personaje no es como realmente se muestra en la película: cuando dibujó solo la punta derecha de arriba en donde en la película se dice que las entregó a González las obras sin terminar, según explicó el propio Vázquez en 1993, enseñó así las obras al director del hotel donde se encontraba en Madrid para que le pagara la deuda Bruguera, pero a su llegada a Barcelona se las entregó completas a González.

## Producción

### Concepción
El director de la película, Óscar Aibar, veía como se adaptaban numerosas obras, pero nunca sobre los creadores de las mismas, y quería explicar cómo vivían los dibujantes y gestaban y producían sus historietas. Se decidió por Vázquez por ser para el director quien tuvo la vida más interesante. Aibar coincidió con el dibujante en la revista Makoki, y al escuchar durante tantos años sus «numerosas anécdotas» intuyó «el enorme potencial de su historia» y comenzó a «recopilar las narraciones de sus famosos timos, engaños y aventuras, para algún día compartirlas con el mundo». También es conocida la participación de Manolito Vázquez, hijo del dibujante, quien trabaja como rotulista en Ediciones Glénat, como ayudante de dirección. Segura explicó que el motivo de su participación es la aceptación de la familia hacia la película.

### Elección del reparto
El director decidió elegir a Santiago Segura, conocido por su papel como José Luis Torrente, para encarnar al historietista porque ya había trabajado en el mercado de la historieta, aunque existía el temor de que el público se dejara influir por la icónica imagen de Torrente al ver la cinta, por lo que Segura se esforzó en hacer que su papel como Vázquez tuviera su personalidad propia. Para el actor le pareció una satisfacción al ser fan suyo desde pequeño, del que posee incluso un original, y convertirse en un reto personal al ser su único papel hasta el momento donde encarna a un personaje real, además tuvo que realizar un cambio físico, sorprendiendo a algunos por su delgadez; el actor ya había trabajado con el director en la película La máquina de bailar. El malvado contable es encarnado por Álex Angulo, que fue una tarea pendiente del director y quiso darle un papel importante. El resto del reparto fue elegido por Pep Armengol, con quien ya había trabajado Aibar en Platillos volantes y La máquina de bailar, está formado por varios cómicos, y un total de 810 figurantes, entre los cuales estuvieron algunos descendientes del propio Vázquez.

### Rodaje
La película se rodó a lo largo de siete semanas en diferentes localizaciones de Barcelona y Alicante, además de en los estudios Ciudad de la Luz, donde se realizó durante cuatro de las siete y supuso unos beneficios directos en la Comunidad Valenciana de 3,4 millones de euros, además de provocar que fueran contratadas 57 personas, entre técnicos y artistas, y la participación de un total de 21 empresas. Santiago Segura quedó muy satisfecho por las instalaciones de los estudios y quiso rodar allí Torrente 4: Lethal Crisis (Crisis Letal), pero no pudo realizarse por no recibir la subvención del IVAC, necesaria para realizarse allí los rodajes.

### Dirección artística
En los estudios Ciudad de la Luz se realizó el trabajo de ambientación para que pareciese la Barcelona de los años 60. Para ello se colocaron objetos característicos del momento, como coches, al igual que la vestimenta que se utilizó. El director de la película quería que tuviera una estética similar a la de las historietas que realizó en los años sesenta en donde no se supiera diferenciar entre la realidad y la historieta. Para la recreación de la editorial se basaron en las fotografías que aún se mantienen de la misma.

### Banda sonora
El encargado de realizar la banda sonora fue Nacho Mastretta con una música épica que acompaña al pícaro en sus aventuras, que enfatiza con las realizadas en la época que narra la historia, películas de Luis García Berlanga, José María Forqué o Marco Ferreri. Fue puesta a la venta distribuida por Nuevos Medios. Mastretta explicó que su intención ha sido reforzar con la música la expresividad de la historia y las imágenes que contiene la película.
La banda sonora fue grabada, mezclada y masterizada por Paco Sánchez en los estudios Infinity, y, más tarde, fue incluida dentro del repertorio que utilizó su autor en la 27 edición del Festival de Jazz de Madrid.

### Animación
Los trabajos de animación fueron realizados por la empresa Espresso Animation y dirigidos por Phillip Vallentin, en donde se adaptaron algunos personajes de Vázquez que son:
- Anacleto, agente secreto, aparece en la duodécima secuencia diciéndole que ha entrado una chica guapa en la cafetería, aparece en la trigésima roncando, y en la noventa y uno en donde muestra un nuevo invento.
- Las hermanas Gilda, ambas aparecen primero en la quinta escena de la película, Hermenegilda le felicita por haber conseguido escaparse de los acreedores pero Leovigilda se enfada por ello, y vuelven a aparecer las dos hermanas en la noventa y uno pidiéndole que no les abandone.
- Los cuentos de tío Vázquez, el encargado de darle voz al personaje es Santiago Segura,[25] aparece en la cuarenta y seis en donde es perseguido por el gerente del hotel, el sastre y una agente de policía, en la sesenta y cinco donde dice que se aburre en prisión por no haber acreedores y en la noventa y uno donde se queja de que se les trate así habiendo sido un éxito en su momento.
- La familia Cebolleta, aparece en la escena noventa y uno de esta historieta aparecen el loro Jeremías y el abuelo que dice que le recordaba su historia a una que le había ocurrido.
- Angelito, aparece llorando en la escena noventa y uno, este era el único personaje, hasta la realización de la película, de Vázquez que había sido llevado al medio audiovisual en forma de cortometraje con el nombre Gugú por Jordi Amorós, con quien Vázquez había trabajado en Historias de Amor y Masacre donde puso voz a uno de los personajes.[26]

### Promoción
La película contó con el actor Santiago Segura como baza para llegar al espectador y se realizó una decente campaña promocional en torno al actor para conseguir ser un éxito en taquilla. Véase pues tanto el póster como el teaser póster en donde aparece la cabeza del actor ocupando gran parte del cartel, si bien el segundo también fue utilizado como carátula del DVD. El primer adelanto fue la aparición en YouTube de un adelanto de la película, que provocó que diversos medios de comunicación, como Fotogramas, propusieran a la película para ser una de las grandes apuestas del cine español para el año 2010. En la 28 edición del Salón Internacional del Cómic de Barcelona se hizo la presentación oficial de la película. A pesar de ello, no habría más hasta que, a comienzos de septiembre, aparecieron los pósteres junto con el tráiler, Si bien esta promoción fue calificada por algunos, como Juan Luis Sánchez de Decine21, como una mala forma de llegar al público, ya que los que podrían estar interesados en verla en el cine no fueron debido a no tomar en serio a Segura en el papel.

## Recepción

### Crítica
La valoración de la crítica ha sido positiva. La página web Sensacine.com recopiló un total de cinco críticas sobre ella recibiendo una nota media de 3 sobre 5. La mayoría destaca la interpretación de Santiago Segura, y la califica como una de las mejores películas españolas del año. También califican muy positivamente la ambientación que hace que algunos recuerden aquella época con añoranza, si bien ha habido críticas con relación a mostrar más su morosidad que su trayectoria artística, además de los trabajos de animación que son duramente criticados. El director respondió a los halagos y discrepancias que había suscitado la elección de Segura para encarnar a Vázquez diciendo: «Nadie puede decir que Santiago Segura hace un trabajo que se parezca a cualquier cosa de las que ha realizado antes».

### Premios
La película optó en el Festival Internacional de Cine de San Sebastián a la Concha de Oro a la mejor película. Álex Angulo estuvo nominado al Premios Goya. La película estuvo nominada al premio Gaudí a la mejor película en lengua no catalana, y a tres categorías más. Ganó el premio al mejor guion y una mención especial a la dirección artística en el X Festival de Comedia de Montecarlo. Participó también en la sección Panorama en el 25 Festival Internacional de Cine de Mar del Plata y en las secciones oficiales del MedFilm de Roma y del Festival Internacional de Santa Bárbara. Si bien también recibió premios negativo, como una mención especial en los Premios YoGa a Pere Vall por su actuación en la película.
Festival Internacional de Cine de San Sebastián 2010
| Categoría     | Persona       | Resultado |
| ------------- | ------------- | --------- |
| Concha de Oro | Concha de Oro | Candidata |

X Festival de la Comedia de Montecarlo
| Categoría                                 | Persona        | Resultado |
| ----------------------------------------- | -------------- | --------- |
| Mejor guion                               | Óscar Aibar    | Ganador   |
| Mención especial a la dirección artística | Irene Montcada | Ganadora  |

XXV edición de los Premios Goya
| Categoría              | Persona     | Resultado |
| ---------------------- | ----------- | --------- |
| Mejor actor de reparto | Álex Angulo | Candidato |

III edición de los Premios Gaudí
| Categoría                            | Persona                              | Resultado  |
| ------------------------------------ | ------------------------------------ | ---------- |
| Mejor película en lengua no catalana | Mejor película en lengua no catalana | Candidata  |
| Mejor vestuario                      | María Gil                            | Candidata  |
| Mejor maquillaje y peluquería        | Blanca Sánchez Pere Quetglas         | Candidatos |
| Mejores efectos visuales             | Apunto Lapospo                       | Candidato  |

XXII edición de los Premios YoGa
| Categoría           | Persona   | Resultado |
| ------------------- | --------- | --------- |
| Uno de los nuestros | Pere Vall | Ganador   |

### Taquilla
La película se estrenó el 24 de septiembre de 2010 en 237 salas, cifra muy elevada para tratarse de un estreno nacional. Las expectativas esperaban que consiguiera entre 550 000 y 600 000 en su primer fin de semana,  pero no fue lo esperado y cosechó 369 770 euros con una escasa media de 1550 euros por copia, que se pudo deber a que el estilo de la película no es el mismo que el habitual de Segura. En su segundo fin de semana bajó colocándose en el puesto 13 con una recaudación de 185 919, un 50 % menos que el fin de semana que, sumado a lo cosechado en la anterior y los días intermedios, dan 658 880 y poco más de 100 000 espectadores, abandonando al siguiente fin de semana los veinte primeros puestos. La recaudación obtenida a lo largo de la taquilla fue de 850 000 euros y algo menos de 135 000 espectadores, estando por debajo de las expectativas iniciales. Su presupuesto fue de 4 300 000 euros. A pesar del poco éxito en taquilla ocupó el decimosexto puesto de las películas españolas más taquilleras de ese año.

### Repercusión editorial
Con el estreno de la película se puso a la venta el libro Lo peor de Vázquez, en donde se muestran las obras realizadas por el autor en Ediciones Glénat. En octubre de 2010 Ediciones B publicó el libro By Vázquez. 80 años del nacimiento de un mito, de Antoni Guiral, sobre la vida del dibujante y una recopilación de Los cuentos del tío Vázquez, cuyos prólogos fueron realizados por Óscar Aibar y Santiago Segura respectivamente.

### Mercado doméstico
La película se publicó para alquiler el 12 de enero de 2011, y el 23 de febrero del mismo año para la venta en DVD y Blu-ray Disc, todas ellas distribuidas por Cameo Video. El DVD está compuesto por distintos menús que son la propia película, modificaciones de audio pudiendo verse en inglés y en español y elección de subtítulos que solo están en español, comenzar la película por alguno de sus ocho capítulos y un contenido extra donde se encuentra un audiocomentario del director y el protagonista, el making-of, la rueda de prensa del Festival de San Sebastián, escenas eliminadas, el guion gráfico y fotos del rodaje.

## Reparto
| Intérprete             | Personaje                |
| ---------------------- | ------------------------ |
| Santiago Segura        | Vázquez                  |
| Mercè Llorens          | Rosa                     |
| Álex Angulo            | Peláez                   |
| Enrique Villén         | González                 |
| Manolo Solo            | Ibáñez                   |
| Héctor Vidales         | Carlitos                 |
| Pep Sais               | Sastre                   |
| Lita Claver            | Madame                   |
| Oriol Tramvia          | Dibujante triste         |
| Itziar Aizpuru         | Paz                      |
| Estrella Zapatero      | 1ª mujer                 |
| Ernesto Sevilla        | Camarero                 |
| Xus Gomar              | Gracita                  |
| Mario Guerra           | Chico recados            |
| Paula Soldevila        | Monja                    |
| Carlos Areces          | Dibujante rebelde        |
| César Tormo            | Dibujante 1              |
| Diego Braguinsky       | Dibujante 2              |
| Aurora Cayero          | Chica Ramblas            |
| Carles Velat           | Cobrador 1               |
| Albert Ribalta         | Cobrador 2               |
| Rubén Padilla          | Funcionario cárcel 1     |
| Paco Hidalgo           | Funcionario insobornable |
| Luis J. Juan           | Preso bestia             |
| Xelo Curiel            | Joven prostituta         |
| Andreu Castro          | Recepcionista hotel      |
| Quim Castella          | Sereno cementerio        |
| María Poquet           | Madre atractiva          |
| Itziar Castro          | Vendedora Hi-Fi          |
| Andrés Luque           | Niño fan Cebolleta       |
| Antonio Morant         | Preso asesino            |
| Violeta La Burra       | Preso travesti           |
| Manolo Vázquez         | Médico                   |
| Vicky Vázquez          | 3ª mujer Vázquez         |
| Jesús Montoya          | Cobrador 3               |
| Fortià Viñas           | Cajero banco             |
| Tamara Cunill          | Mujer guapa 1            |
| Silvia Colominas       | Mujer guapa 2            |
| Salva Esplugas         | Guardia urbano           |
| Alex Martín            | Chaval                   |
| José Víctor Fernández  | Policía cementerio       |
| Enrique Gavidia        | Operario muebles         |
| Luis Miguel Muñoz      | Tipo Prenatal            |
| Salvador Serrano       | Policía                  |
| María Gil              | Otra monja               |
| Vicente Gómez Paredes  | Camarero Heliodoro       |
| Adrián Gosálvez        | Mago chino               |
| Samuel Jiménez Zapara  | Fan Ibáñez               |
| Maria Gonzalvez García | Prostituta 3ª            |
| Victoria Dura Sepulcre | Bebé Manolito            |
| Carmen Pérez Rodríguez | Mujer limpieza           |
| Biel Duran             | Joven dibujante          |
| Jordi Banacolocha      | Hombre maduro 1          |
| Jesús Berenguer        | Hombre maduro 2          |
| Rosa Ruiz              | Guapa recepcionista      |
| Daniel Moreno          | Empleado hotel 2         |
| Josu Ormaetxe          | Revisor bús              |
| Pilar Almería          | Mujer madura 1           |
| Cristina Rodríguez     | Gracita mayor            |
| Juanan Moreno          | Treintañero              |
| Greta Ruiz             | Treintañera              |
| Miguel Entrena         | Presentador S.Cómic      |
| Jesús Guzmán           | Manuel                   |
| Albert Vidal           | Director Hotel           |
| Pere Ponce             | Entrevistador            |
| PlayCacao              | Extra                    |
| Montecarlo             | Escobar                  |
| José Padilla           | Anacleto                 |
| Sebastián Vera         | Joven                    |